# Hamlet (film 1911)
Hamlet è un cortometraggio muto del 1911 diretto da August Blom.

## Produzione
Il film fu prodotto dalla Nordisk Film. Venne girato in Danimarca, nel Castello di Kronborg a Helsingør.

## Distribuzione
In Danimarca, il film uscì nelle sale il 27 febbraio 1911; fu proiettato nel Regno Unito il 18 marzo dello stesso anno. La Motion Picture Distributors and Sales Company distribuì negli Stati Uniti il film - che era stato importato dalla Great Northern Film Company - il 15 aprile 1911.
Non si conoscono copie ancora esistenti della pellicola che viene considerata presumibilmente perduta.